# 冻原白蒿
冻原白蒿（学名：Artemisia stracheyi）为菊科蒿属的植物。分布在克什米尔、印度、巴基斯坦以及中国大陆的西藏等地，生长于海拔4,300米至5,100米的地区，常生于附近的山坡、河滩、湖边等砾质滩地及草甸与灌丛等地区，目前尚未由人工引种栽培。